# Харцизк
Харцизк е град в Донецка област, Украйна.
Намира се в часова зона UTC+2. Населението му е 60 016 жители (2011).